# 吉田恵芽
吉田 恵芽（よしだ えめ、2005年6月4日 - ）は埼玉県出身の元女性モデル、元タレント。所属事務所はプラチナムプロダクション（2025年まで）。女性アイドルグループ「Shibu3 project」の元メンバー。

## 来歴
2016年『金の卵発掘オーディション2016』にて最優秀グランプリを受賞し、プラチナムプロダクションに所属する。
同年12月26日、アイドルグループ「Shibu3 project」のメンバーとなる。
2020年度から『すイエんサー』に「すイエんサーガールズ」として出演。
2024年3月17日、「Shibu3 project」を卒業。
2025年4月9日、所属事務所「プラチナムプロダクション」を退所し芸能界を引退したことをXで報告した。

## 人物
趣味は韓国のドラマやアイドル。
特技は ピアノ、ダンス。

## 出演

### バラエティ
- すイエんサー（2020年4月 - 2023年3月27日、NHK Eテレ） - すイエんサーガールズ

### ドラマ
- 時空探偵おゆう 大江戸科学捜査（2019年7月5日 - 8月23日、カンテレ） - お清 役
- ザ・ハイスクール ヒーローズ（2021年、テレビ朝日） - 木下結衣 役

### CM
- バンダイ『Canバッジgood!プラスハートセット』
- TOYOTA「トヨタDOGサークル」webCM
- タカラトミー「ハロー！ウ～ニャン」

### 雑誌
- なかよし（講談社） - なかガール[3]
- JSガール（三栄書房） - 専属モデル[4]

### イベント
- PLATINUM TEENS FESTIVAL 〜spring2019 〜（2019年5月）

### MV
- 白が人気（ミズノリズム、2017年 バカリズム×水野良樹『いきものがかり』のコラボ曲）  - MVダンサー